# غلاس دوور
موقع غلاس دوور (بالإنجليزية: Glass door)‏ هو موقع أمريكي يقوم فيه الموظفون الحاليون والسابقون بمراجعة الشركات دون الكشف عن هويتهم. يسمح غلاس دوور أيضًا للمستخدمين بإرسال وعرض الرواتب بشكل مجهول وكذلك البحث عن الوظائف والتقدم إليها على منصته.
في عام 2018، استحوذت الشركة اليابانية ريكرويت القابضة على الشركة مقابل 1.2 مليار دولار أمريكي. تواصل العمل بشكل مستقل. يقع المقر الرئيسي للشركة في سان فرانسيسكو، كاليفورنيا، ولها مكاتب إضافية في شيكاغو ودبلن ولندن وساو باولو.

## التأسيس
شارك في تأسيس الشركة في عام 2007 تيم بيس، روبرت هوهمان، الذي يشغل منصب الرئيس التنفيذي للشركة، ومؤسس شركة إكسبيديا ريتش بارتون، الذي شغل منصب رئيس مجلس إدارة الشركة. جاءت الفكرة من جلسة عصف ذهني بين الاثنين عندما نقل هوهمان قصة ترك نتائج استطلاع للموظفين عن طريق الخطأ أثناء العمل في إكسبيديا، عندما بدأ الاثنان في التفكير فيما كان سيحدث لو حصلت النتائج. إلى الجمهور. افترض الاثنان أنه إذا تم الكشف عن المادة علنًا، فقد تكون خدمة لأولئك الذين يتطلعون إلى اتخاذ قرارات مهنية. تم إنشاء المقر الرئيسي للشركة في مطحنة فالي.

## الموقع الإلكتروني
أطلقت غلاس دوور موقعها الخاص بتصنيف الشركات في يونيو 2008،  كموقع «يجمع تقييمات الشركة والرواتب الحقيقية من موظفي الشركات الكبيرة ويعرضها بشكل مجهول ليراها جميع الأعضاء»، وفقًا لموقع نيك كرانش. قامت الشركة بعد ذلك بحساب متوسط الرواتب المعلنة، ونشر هذه المعدلات جنبًا إلى جنب مع المراجعات التي أجراها الموظفون حول إدارة وثقافة الشركات التي عملوا فيها - بما في ذلك بعض شركات التكنولوجيا الكبرى مثل جوجل وياهو. يسمح الموقع أيضًا بنشر صور المكتب والوسائط الأخرى ذات الصلة بالشركة.
بدأ الموقع لاحقًا أيضًا بالتركيز على الرؤساء التنفيذيين وأماكن العمل وما هو شكل العمل في الوظائف بشكل عام. يتم حساب متوسط مراجعات الموظفين لكل شركة. تستند تقييمات غلاس دوور على التقييمات التي تم إنشاؤها من قبل المستخدم. في كل عام، تصنف غلاس دوور التقييمات الإجمالية للشركة لتحديد جوائز اختيار الموظفين السنوية، والمعروفة أيضًا باسم جوائز أفضل أماكن العمل. يتحقق الموقع من أن كل مراجعة لشركة ما تأتي من موظفين حقيقيين «من خلال الفحوصات التكنولوجية لعناوين البريد الإلكتروني ومن خلال الفحوصات التي يقوم بها فريق إدارة المحتوى»، وفقًا للمتحدث باسم غلاس دوور سكوت دوبروسكي. صرحت الشركة بأنها ترفض حوالي 20٪ من الإدخالات بعد الفرز. تختلف قواعد نشر المراجعات للشركات الصغيرة عنها بالنسبة للشركات الكبيرة من أجل الحفاظ على سرية هوية الأشخاص في الأقسام القريبة.
في عام 2010، أصدر غلاس دوور برنامجًا مقابل رسوم يسمى «ملفات تعريف أصحاب العمل المحسّنة»، والذي يسمح لأصحاب العمل بتضمين المحتوى الخاص بهم في ملفات تعريف غلاس دوور، مثل السير الذاتية التنفيذية، والإعلانات المبوبة، وروابط وسائل التواصل الاجتماعي، والإحالات. تسمح الشركة أيضًا للمستخدمين بنشر أسئلة مقابلة العمل المحتملة التي قد تطرحها بعض الشركات، والتي تم الحصول عليها من قبل المرشحين للوظائف الذين تمت مقابلتهم،  بالإضافة إلى المعلومات الأخرى التي يمكن استخدامها لإعداد طلبات التوظيف. تم العثور على سمعة الشركة على غلاس دوور أيضًا من قبل الأستاذ Case Western Casey Newmeyer. كما تم استخدامه لفحص الشركات العميلة المحتملة.
عام 2014 عينت الشركة آدم شبيجل كمدير مالي لها، بهدف التحضير لاكتتاب عام أولي في نهاية المطاف. بحلول عام 2015، كان للموقع 30 مليون مستخدم من 190 دولة وعملاء من الشركات بما في ذلك ثلث جميع شركات فورتشين 500. في ذلك العام، بدأ غلاس دوور أيضًا في إنشاء مواقع ويب مترجمة وتطبيقات للهواتف المحمولة لسلطات قضائية وطنية مختلفة، مثل ألمانيا. في سبتمبر 2016، استحوذت غلاس دوور على Love Mondays البرازيلية للتوسع في أمريكا اللاتينية.
تُظهر إحصائيات موقع الشركة المحدثة في الربع الأول من عام 2017 وجود 41 مليون مستخدم فريد و 5800 عميل أو شريك صاحب عمل. أظهرت الإحصائيات أن متوسط تصنيف الشركة هو 3.3، على مقياس مكون من 5 نقاط حيث 1.0 غير راضٍ تمامًا؛ صنف 72٪ من الموظفين وظيفتهم / الشركة على أنها «جيدة»، ومتوسط معدل موافقة الرئيس التنفيذي هو 67٪.
في عام 2017، أعلنت غلاس دوور على موقعها على الإنترنت أنها لن تنشر بعد الآن إعلانات الوظائف التي تستبعد الأشخاص الذين لديهم سجلات إجرامية.
في نوفمبر 2017، طلبت محكمة الاستئناف الأمريكية الكشف عن هويات مستخدمي غلاس دوور المجهولين للمدعين العامين الذين يحققون في سوء السلوك الإجرامي المحتمل من قبل أصحاب العمل. سعى المحققون للتحدث مع المراجعين الذين ربما شاهدوا الجرائم المرتكبة. لم يتطلب قرار المحكمة مشاركة أصحاب العمل بهويات المراجعين.
في فبراير 2019، أعلن غلاس دوور أنه سيتم ترقية مدير العمليات كريستيان ساذرلاند وونغ إلى منصب الرئيس ومدير العمليات. في مايو 2020، أعلنت شركة غلاس دوور أنها ستسرح 300 شخص. يمثل الخفض 30٪ من القوة العاملة للشركة ونصف مكتب شيكاغو. في مذكرة داخلية، أشار الرئيس التنفيذي كريستيان ساذرلاند وونغ إلى انخفاض عام في التوظيف والتوظيف في العديد من الصناعات بسبب جائحة فيروس كورونا.

## التقارير
تنتج غلاس دوور تقارير تستند إلى البيانات التي تم جمعها من مستخدميها، حول موضوعات تشمل التوازن بين العمل والحياة،  نسب رواتب الرئيس التنفيذي،  قوائم بأفضل أماكن وثقافات المكاتب،  ودقة البحث عن عمل في الشركة أقوال مأثورة. كما تم استخدام البيانات من غلاس دوور بواسطة مصادر خارجية لإنتاج تقديرات حول تأثيرات اتجاهات الرواتب والتغيرات على إيرادات الشركات. تضع غلاسدور أيضًا استنتاجات بحثها عن الشركات الأخرى تجاه سياسات الشركة الخاصة بها. في عام 2015، أنتج توم لاكين أول دراسة لـ غلاس دوور في المملكة المتحدة، وخلص إلى أن المستخدمين يعتبرون غلاس دوور مصدر معلومات أكثر موثوقية من الأدلة المهنية أو وثائق الشركة الرسمية.

## التمويل
تلقت الشركة أول تمويل لها في عام 2008، حيث حصلت على تمويل بقيمة 3 ملايين دولار، قبل إطلاق موقعها الإلكتروني. في عام 2012، تلقت غلاس دوور 20 مليون دولار من رأس المال الاستثماري، مما رفع إجمالي تمويلها الخارجي إلى 42.2 مليون دولار. في العام التالي، جمعت الشركة 50 مليون دولار إضافية. في عام 2015، جمعت الشركة 70 مليون دولار إضافية، في جولة استثمارية بقيادة Google Capital، مما منح الشركة تقييمًا أقل بقليل من مليار دولار. بلغ إجمالي الاستثمار في هذه المرحلة 160 مليون دولار. في عام 2016، جمعت غلاس دوور 40 مليون دولار إضافية من المستثمرين. في مايو 2018، أعلنت Recruit Holdings نيتها الاستحواذ على غلاس دوور مقابل 1.2 مليار دولار نقدًا، مع اكتمال عملية الاستحواذ في يونيو 2018.

## الجوائز
في أبريل 2013، فاز غلاس دوور بجائزة Red Herring North America لابتكار الوسائط الاجتماعية.

## روابط خارجية
- الموقع الرسمي